# Kefersteinia lafontainei
Kefersteinia lafontainei là một loài thực vật có hoa trong họ Lan. Loài này được Senghas & G.Gerlach mô tả khoa học đầu tiên năm 1990.